# Melanichneumon leviculops
Melanichneumon leviculops är en stekelart som beskrevs av Heinrich 1961. Melanichneumon leviculops ingår i släktet Melanichneumon och familjen brokparasitsteklar. Inga underarter finns listade i Catalogue of Life.